# Huang Wenyi
Huang Wenyi (黄文仪S, Huáng WényíP; 6 marzo 1991) è una canottiera cinese.

## Palmarès
- Olimpiadi

Londra 2012: argento nel 2 di coppia pesi leggeri.
Rio de Janeiro 2016: bronzo nel 2 di coppia pesi leggeri.
- Campionati del mondo di canottaggio

Amsterdam 2014: bronzo nel 2 di coppia pesi leggeri.